# Schizonycha testaceipennis
Schizonycha testaceipennis är en skalbaggsart som beskrevs av Moser 1918. Schizonycha testaceipennis ingår i släktet Schizonycha och familjen Melolonthidae. Inga underarter finns listade i Catalogue of Life.